# Ummigsbachbrücke
Die Ummigsbachbrücke oder Ummigstalbrücke war eine Straßenbrücke im heutigen Siegburger Stadtteil Seligenthal (Nordrhein-Westfalen). Die in den 1920er-Jahren erbaute Bogenbrücke wurde kurz vor Ende des Zweiten Weltkriegs von deutschen Truppen zerstört. Ihre markante Ruine steht direkt unterhalb der Wahnbachtalsperre.
Die Brücke entstand von 1925 bis 1927 als Teil der Wahnbachtalstraße, die bis zum Bau der Talsperre in den 1950er-Jahren Siegburg mit dem 20 km entfernten Much verband. Auf der Strecke lagen zwei größere Brückenbauten: die Ummigsbachbrücke und die etwa 800 m nordöstlich gelegene Derenbachbrücke. Als Baumaterial wurde in beiden Fällen Stampfbeton verwendet.
Die Ummigsbachbrücke hatte drei Bögen mit je 16 m Spannweite. Sie überbrückte den Ummigsbach, der im Lohmarer Wald etwa 1,6 km nordwestlich der Brücke entspringt und etwa 100 m südöstlich von ihr in den Wahnbach mündet. Ihr Bau erfolgte mithilfe eines Holzgerüstes, das die Bögen bis zur Fertigstellung stützte. Im Gerüst waren zum Materialtransport ein Aufzug und ein Kran montiert.
Wie auch der zur selben Zeit entstandene Nürburgring in der Eifel wurde die Wahnbachtalstraße im Rahmen sogenannter „Notstandsarbeit“ von Arbeitslosen erbaut. Nominell war dies eine Maßnahme der Arbeitsbeschaffung, tatsächlich war die Notstandsarbeit vor allem auf „Disziplinierung der Erwerbslosen und […] Entlastung der Sozialkassen“ angelegt: Bei Ablehnung des Arbeitsangebots wurden sämtliche staatlichen Leistungen gestrichen.
Am 7. Juli 1927 fand die feierliche Eröffnung der Wahnbachtalstraße durch den Landrat des Siegkreises, Eduard Wessel, statt. Die Verkehrsbedeutung der neuen Strecke war von Anfang an gering, da parallel die besser ausgebaute Zeithstraße (die heutige Bundesstraße 56) verlief.
Bereits zur Zeit des Straßenbaus war ein Stausee im Wahnbachtal in Planung gewesen, allerdings mit erheblich niedrigerem Stauziel als bei der heutigen Talsperre. Die Wahnbachtalstraße hätte unmittelbar am Ufer verlaufen sollen, was die großzügigen Abmessungen der Ummigsbach- und der Derenbachbrücke nötig machte. Letztlich wurde der Stausee jedoch nicht in dieser Form angelegt.

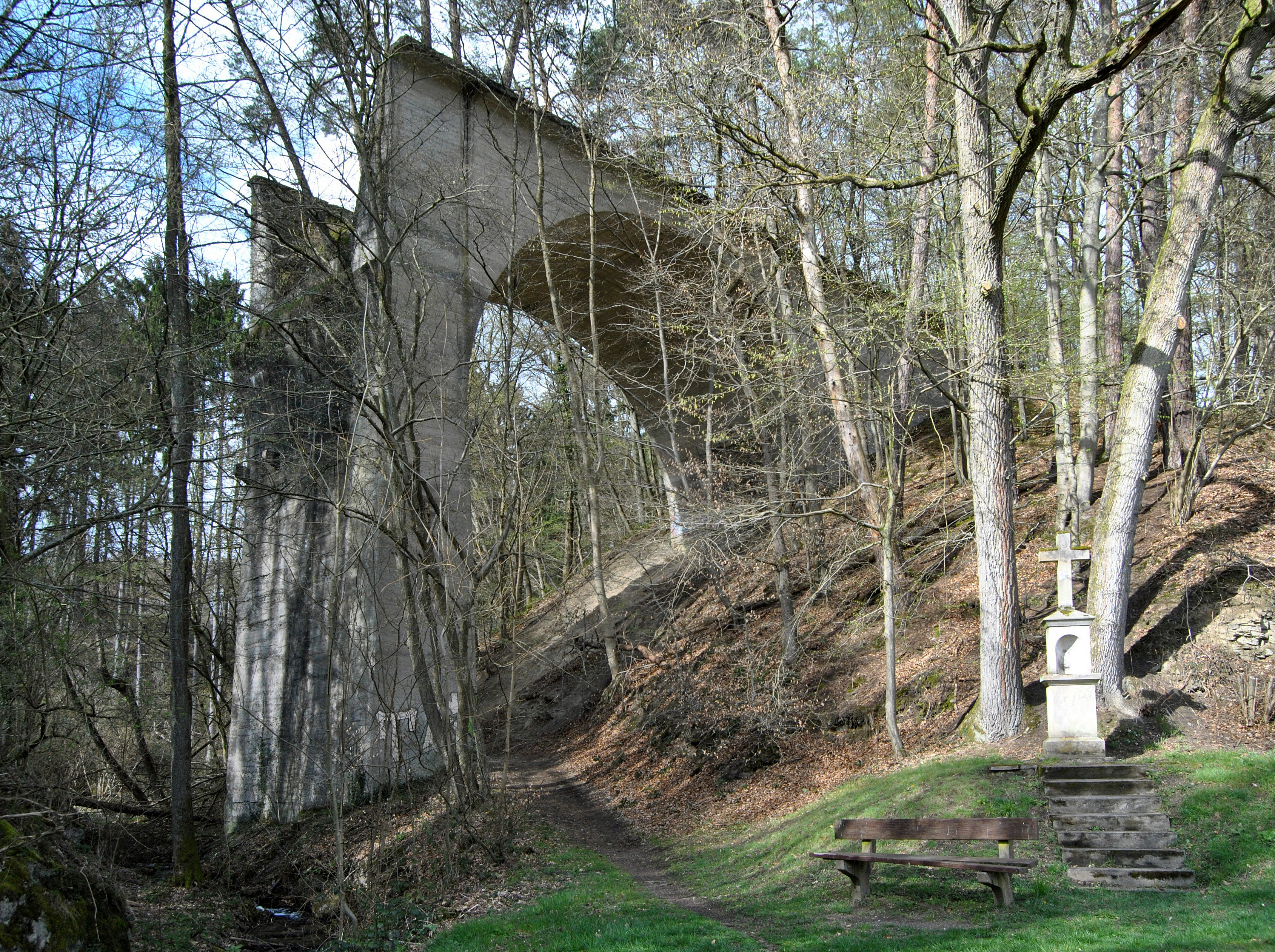
Der erhaltene östliche Bogen der Brücke (2014)

Am 8. April 1945 wurde die Brücke von Wehrmachtssoldaten auf dem Rückzug vor amerikanischen Truppen gesprengt; nur der östliche Bogen blieb erhalten. Nach dem Krieg wurde sie nicht wieder aufgebaut. Stattdessen wurde eine kurvenreiche Umfahrung eingerichtet, die den Ummigsbach etwa 200 m nordwestlich auf einer deutlich kleineren Brücke querte.
Mit dem Bau der Talsperre 1954–58 verschwand ein 6,3 km langer Abschnitt der Wahnbachtalstraße mitsamt der Derenbachbrücke im Stausee. Der verbliebene Südteil der Straße verlor damit endgültig seine verkehrliche Bedeutung. Der etwa 2 km lange Abschnitt zwischen dem Abzweig L 316 bei Kaldauen und dem Staudamm heißt heute Talsperrenstraße und erfüllt noch eine Zubringerfunktion für den Damm und das Wohngebiet „Auf dem Hümmerich“. Ein Teil der alten Straße zwischen Ummigsbachbrücke und Damm dient als Besucherparkplatz, während die nach dem Krieg nicht mehr genutzte Trasse verwildert ist. Der Zugang zur ehemaligen Fahrbahn ist durch ein Gitter versperrt.